# برگ‌پهن درخشان
برگ‌پهن درخشان (نام علمی: Griselinia lucida) نام یک گونه از سرده برگ‌پهن‌ها است.